# Rotstekeningen langs de Bangucheon
De rotstekeningen langs de Bangucheon zijn rotstekeningen aan de oevers van de Bangucheon, in de buurt van Ulsan, in het zuidoostelijke puntje van Zuid-Korea. Sinds januari 2010 staat deze site op de voorlopige lijst van het werelderfgoed van UNESCO. Het omvat twee groepen rotstekeningen, die van Bangudae en die van Cheonjeon-ri.
Het genomineerde gebied met een oppervlakte van 43,69 hectare beslaat een drie kilometer lang stuk langs de kronkelende Bangucheon. Aan het noordelijke en zuidelijke uiteinde bevinden zich twee rotspanelen met een hoge concentratie aan rotstekeningen. Deze twee rotspanelen, geflankeerd door ruige rotswanden, staan bekend als de Bangudae petrogliefen in Daegok-ri en de rotstekeningen van Cheonjeon-ri. Het gebied heeft een karakteristiek landschap waar een traditie van rotstekeningen al duizenden jaren wordt voortgezet. Het omvat diverse picturale afbeeldingen en teksten uit verschillende tijdperken die het resultaat zijn van deze eeuwenoude artistieke traditie. De bufferzone die werd voorzien voor de erfgoedsite met een oppervlakte van 144,15 hectare is geselecteerd op basis van de dichtstbijzijnde bergruggen. Er is rekening gehouden met de integriteit van het landschap en met het uitzicht vanaf het gebied, zowel in de verte als in de nabije omgeving.
De twee archeologische vindplaatsen met de omliggende bufferzone, voor een totale oppervlakte van 187,84 hectare, werd in juli 2025 tijdens de 47e sessie van de Commissie voor het Werelderfgoed in Parijs erkend als UNESCO cultureel werelderfgoed en onder de titel "rotstekeningen langs de Bangucheon" aan de werelderfgoedlijst toegevoegd.

## Bangudae petrogliefen
De Bangudae petrogliefen (Koreaans: 반구대 암각화) zijn prehistorische gravures op platte verticale rotswanden. Bangudae betekent "de schildpadachtige rots". De gravures bevinden zich in een bergachtig gebied, geïsoleerd in het bos aan de rivieroever van de Daegokcheon, een zijrivier van de Taehwa, die oostwaarts loopt en bij Ulsan uitmondt in de Japanse Zee, plaatselijk aangeduid als de Oostzee. Ze zijn gegraveerd in een sedimentair gesteente en gegroepeerd in drie hoofdpanelen van in totaal 5 m hoog en 8 m lang. Een uitstekende rots beschermt ze tegen de weersinvloeden. De 300 gravures tonen levendige en dynamische figuren, en maken veel gebruik van lijnen en stippen. Ze worden gedateerd op de periode 6000 - 1000 v.Chr. Er wordt aangenomen dat mensen zich rond enorme rotsen verzamelden om verschillende rituelen uit te voeren. Deze rotstekening werd in 1971 ontdekt door Moon Gyeongdae en Lee Jungbae, van de Dongguk Universiteit. Ze werden in 1995 erkend als Nationale Schat van Zuid-Korea nr. 285.

### Bedreiging
De Sayeon-dam, gebouwd van 1962 tot 1965 en uitgebreid tussen 1999 en 2002, helpt Ulsan van drinkwater te voorzien en de belangrijke industriële activiteiten in de regio Ulsan te faciliteren, maar heeft ervoor gezorgd dat de rotsen waarop de rotstekeningen zijn uitgehouwen ongeveer acht maanden van elk jaar onder water komen te staan. Toen ze werden ontdekt, werden de rotstekeningen van Bangudae al elk jaar overspoeld door het stuwmeer. Nadat ze in 1995 tot nationaal bezit waren uitgeroepen, begonnen de besprekingen in 2000 op een International Science Symposium ter herdenking van de 30e verjaardag van de ontdekking van rotstekeningen in Korea. De periodieke overstromingen gaven aanleiding tot bezorgdheid over erosie en waterschade van de rotskunstmotieven, die worden beschouwd als meesterwerken van de prehistorische kunst en een onschatbare bron van prehistorische informatie, en talrijke berichten in de media, met voorbeelden van het behoud van rotstekeningen in andere landen en hun waarde als cultureel erfgoed doken op. Met name het voorbeeld van het erfgoed van Côa-vallei in Portugal en de oproepen tot behoud van Europese wetenschappers, kregen weerklank. In 2003 werd een wetenschappelijke studie uitgevoerd om geschikte conserveringsmaatregelen te vinden. Er werden drie oplossingen voorgesteld: het verlagen van het waterpeil van de dam, het omleiden van de waterweg of het installeren van waterblokkerende muren voor de site. De afweging tussen de opties duurden enkele jaren zonder een oplossing te vinden. De methode om het waterpeil van de dam te verlagen werd sterk gepromoot, maar veroorzaakte een aanzienlijk verlies aan watervoorraden. In 2009 kreeg de zaak een nieuwe dimensie, met de toezegging van de premier voor het parlement, na een klacht van regionale raadsleden, om dit erfgoed te behouden door het op de voorlopige Werelderfgoedlijst van UNESCO te plaatsen. In 2009 werd een conserveringsmethode gekozen zodat ze niet onder water zouden komen te staan definitief aangenomen waarbij de regering van Zuid-Korea zich er toe verbondt een "dam" van polycarbonaatplaten te bouwen om de rotswanden te beschermen. In januari 2010 werd de site ingeschreven op de voorlopige lijst van UNESCO Werelderfgoed. De experimenten met de platen kregen ook veel kritiek, omwille van de visuele impact op de site, de bouw verliep ook extreem problematisch omdat de dam niet waterdicht gemaakt kon worden, en in juli 2016 werden die pogingen gestaakt. Sinds 2013 is het waterpeil achter de Sayeon-dam, die een hoog waterpeil van 60 meter heeft, alvast in afwachting van een oplossing verlaagd tot 52 meter of minder om de rotstekeningen te beschermen. Als het echter tegelijk hevig regent, zoals tyfoons, regenseizoenen en stortregens, blijft de site overstroomd woden. Dit was het geval met tyfoon Chaba in 2016, tyfoon Kongrei in oktober 2018 en tyfoon Danas in juli 2019.

## Rotstekeningen van Cheonjeon-ri
De rotstekeningen van Cheonjeon-ri (Koreaans: 천전리 각석) werden gegraveerd over een lange periode, tussen het einde van het Neolithicum en de Silla-periode. Deze gravures hebben de bijzonderheid dat ze elkaar overlappen. Op een oppervlakte van 2,8 m bij 9,7 m vertegenwoordigen ze voornamelijk landdieren, met name edelherten. Gravures uit het midden van de bronstijd bevatten veel geometrische vormen (diamanten, spiralen, enz.), wat zeer zeldzaam is voor het Koreaanse schiereiland, maar eerder doet denken aan motieven die in Siberië en Noord-China zijn ontdekt.
De gravures uit de ijzertijd zijn gemaakt met zeer scherp gereedschap, de lijnen zijn te fijn om gemakkelijk te onderscheiden. Deze afbeeldingen tonen figuren op boten of te paard in processie, gekleed in de klederdracht uit de tijd van het koninkrijk Silla. De laatste inscripties gaan over de hwarangs, de aristocratische jeugd van Silla die daar trainde. Ze geven de namen van de personages, hun trainingsprogramma en informatie over de koninklijke familie. Het werd in december 1970 ontdekt door een academisch onderzoeksteam van het Museum van de Dongguk Universiteit. Op 25 december 1971 onderzochten professor Kim Jung-bae van de Dongguk Universiteit, professor Kim Jung-bae van de Universiteit van Korea en professor Lee Yong-jo van de Nationale Universiteit van Jeonbuk de steengravures van Cheonjeon-ri in Ulju die ze een jaar eerder hadden ontdekt. Deze site werd in 1973 geclassificeerd als Nationale Schat van Zuid-Korea nr. 147.